# كلية كامبردج
كلية كامبريدج (بالإنجليزية: Cambridge College)‏ هي كلية خاصة غير ربحية مقرها بوسطن، ماساتشوستس، متخصصة في تعليم الكبار.
تقدم التعليم عن بعد والتعلم المختلط، وتقدم درجة البكالوريوس والدراسات العليا في التعليم، الاستشارة، علم النفس، الإدارة، إدارة الرعاية الصحية، والخدمات الإنسانية. تدير كلية كامبريدج مراكز إقليمية في لورانس، ماساتشوستس، سبرينغفيلد، ماساتشوستس، رانشو كوكامونجا، كاليفورنيا، وسان خوان، بورتوريكو. يوجد 1209 طالب جامعي و1591 طالب دراسات عليا مسجلين في كلية كامبريدج.

## البرامج الدراسية
تمنح كلية كامبردج درجة بكالوريوس العلوم وبكالوريوس الآداب في الخدمات الإنسانية وعلم النفس والدراسات الإدارية والدراسات متعددة التخصصات. صممت جميع برامج درجة البكالوريوس للمتعلمين الكبار من أولئك الذين لديهم بعض الخبرة في العمل. اعتبارًا من عام 2016م كانت الدرجات الجامعية الأولى في إدارة الأعمال العامة والإدارة هي التخصصات هي الأكثر شعبية في الكلية.
تقدم كلية التعليم برامج إعداد وترخيص لمدراء الدراسات العليا، وتؤدي إلى شهادات ماجستير في التربية ودكتوراه في التربية، أو إلى شهادة الدراسات العليا المتقدمة. يجمع المعهد الوطني للتميز التدريسي في كامبريدج بين برنامج صيفي مدته خمسة أسابيع للطلاب البالغين مع مكون داخل الحرم الجامعي أو عبر الإنترنت ويؤدي إلى الحصول على درجة الدراسات العليا في التعليم.
كلية الإدارة تمنح درجة الماجستير في الإدارة وماجستير الإدارة في الرعاية الصحية. يجب أن يكون للطلاب المسجلين في برنامج الكفاءات الإدارية للرعاية الصحية 3-5 سنوات من الخبرة.
تقدم كلية الإرشاد وعلم النفس عدة درجات ماجستير في التربية وفي الإرشاد النفسي. تفي العديد من هذه الشهادات بمتطلبات الجزء التعليمي من عملية الترخيص في ولايات ماساتشوستس وكونيتيكت. شهادة الدراسات العليا المتقدمة متاحة أيضًا في الاستشارة وعلم النفس.
الكلية واحدة من 1900 مؤسسة «صديقة للجيش» تابعة لاتحاد كليات فرص الخدمة.

## التاريخ

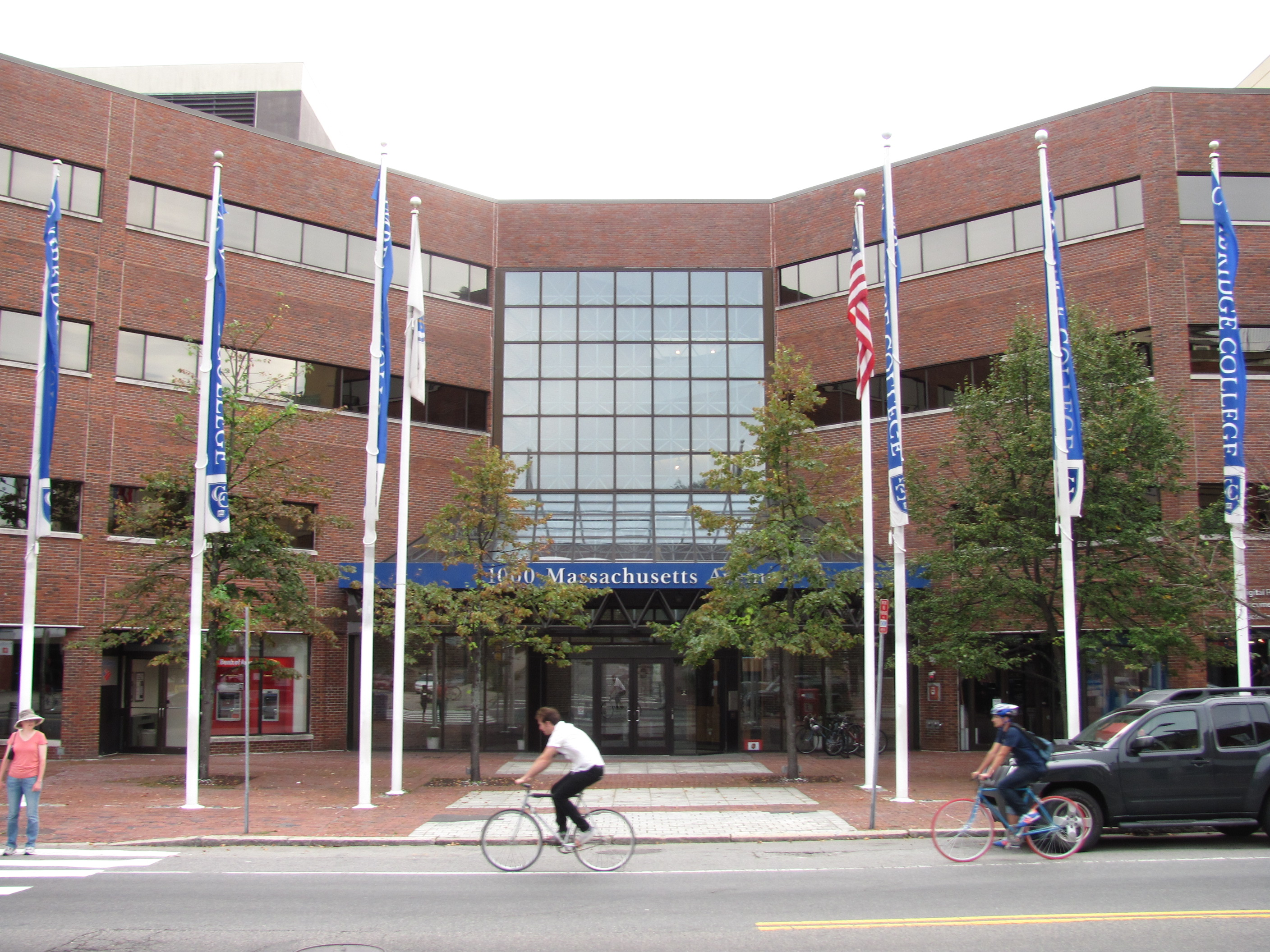
مبنى كلية كامبردج السابق في كامبريدج

### تأسيس
بدأت كلية كامبردج برنامجًا مبتكرًا للدراسات العليا ابتكرته إيلين موران براون وجوان جولدسميث في معهد التعليم المفتوح الذي أنشئ حديثًا في عام 1971م م قبل جون بريمر في كلية نيوتن للقلب المقدس. أولي الاهتمام الفردي للطلاب في البرامج التعليمية: على سبيل المثال من خلال نقد أداء الطالب المسجل على شريط فيديو في الوظيفة. في غضون عامين، كان براون وجولدسميث يديران آي أو إي، والتي انضمت لاحقًا مع كلية أنطاكية، حيث أصبح براون عميدًا. في عام 1979م بدأ براون عملية مدتها 18 شهرًا لرفع مستوى برنامج الدراسات العليا إلى مؤسسة مستقلة معتمدة بالكامل سميت كلية كامبريدج.

### عام 1990
ذكرت مقالة في وول ستريت جورنال عام 2003م أن جمعية المدارس والكليات في نيوإنغلاند في عام 1996م قد أشارت إلى «مراقبة جودة التحصيل الدراسي» باعتبارها «مسألة ذات أهمية بالغة والتي تعد أساسية للمصداقية الأكاديمية للكلية» مع الإشارة إلى برنامج الدراسات العليا في التعليم. ناقش المقال الافتقار إلى متطلبات القبول الصارمة والتضخم في البرامج في مجالات الاهتمام.

### عام 2000
دعي جون بريمر إلى كلية كامبريدج (2005م-2008م)، حيث عُين في كرسي إليزابيث ج. ماكورماك في العلوم الإنسانية.
في عام 2017م قامت كلية كامبريدج بدمج مواقعها الأربعة في كامبريدج في حرم جامعي واحد في هود أوفيس بارك في تشارلستون، أحد أحياء بوسطن.

## الاعتماد الاكاديمي
كلية كامبردج معتمدة من قبل جمعية نيو إنجلاند للمدارس والكليات.
خولت الكلية للعمل من قبل مكتب كاليفورنيا للتعليم الخاص بعد الثانوي والمهني، ومجلس التعليم العالي في بورتوريكو.

## خريجون بارزون
- ساندرا راموتار (فئة 1988) [11]
- ليندا ناثان (صف 1982) [12]
- كريستين سويدام ستراوت (فئة 1995) [13]